# 감옥으로부터의 사색
《감옥으로부터의 사색》은 신영복이 쓴 옥중서간을 수록한 수필로, 1988년 9월 1일 출간되었다.

## 구성
신영복 교수가 1968년 통일당혁명 사건으로 구속된 후, 옥중에서 쓴 편지들을 엮은 것이 주 내용이며, 집필한 교도소에 따라, '고성 밑에서 띄우는 글', '독방의 영토', '한 포기 키 작은 풀로 서서', '나는 걷고 싶다' 등 총 5개의 장으로 구분되어 있으며, 230 장의 편지와 삽화들로 구성되어 있다.